# 第二号輸送艦
第二号輸送艦（だいにごうゆそうかん）は、日本海軍の輸送艦。第一号型輸送艦の2番艦。

## 艦歴
マル戦計画の計画名特務艦特型、第2901号艦型の2番艦、仮称艦名第2902号艦として計画。1944年2月10日、三菱重工業横浜造船所で建造番号551番船として起工。3月15日、第二号輸送艦と命名されて第一号型輸送艦の2番艦に定められ、本籍を横須賀鎮守府と仮定。5月6日進水。6月25日竣工し、艤装員事務所を撤去。本籍を横須賀鎮守府に定められ、連合艦隊附属に編入。
7月11日、横須賀鎮守府作戦指揮下に編入され、軍隊区分直卒部隊に編入。14日、3714（甲）船団（4隻）を本艦ほか4隻で護衛し、父島へ向け館山発。18日、第十雲海丸が落伍し行方不明となったため、7時間にわたり捜索したが発見することができなかった。同日、被雷沈没した日秀丸乗員の95%を救助。19日、父島二見港へ入港。20日、第4号海防艦の護衛を受けて硫黄島へ向け父島発。硫黄島での揚塔後は横須賀へ向かい、24日横須賀着。
7月29日、3729船団（6隻）を本艦ほか4隻で護衛し館山発。8月4日、父島二見港で被爆し座礁。翌5日、荒天のため岩礁に激突して沈没した。
10月10日、第二号輸送艦は第一号型輸送艦から削除され、帝国輸送艦籍から除かれた。

## 輸送艦長
艤装員長
1. 有馬國夫 少佐：1944年6月7日 - 1944年6月25日

輸送艦長
1. 有馬國夫 少佐：1944年6月25日 - 1944年9月20日